# The Reason (album de Hoobastank)
Pour les articles homonymes, voir The Reason.
Albums de Hoobastank
Hoobastank (album)
(2001) Every Man for Himself
(2006)
The Reason est le troisième album du groupe de rock alternatif américain Hoobastank sorti en 2003.

## Liste des chansons
| 1.    | Same Direction       | Dan Estrin, Douglas Robb                                 | 3:17 |
| 2.    | Out Of Control (en)  | Dan Estrin, Douglas Robb                                 | 2:45 |
| 3.    | What Happened To Us? | Dan Estrin, Douglas Robb                                 | 4:02 |
| 4.    | Escape               | Dan Estrin, Douglas Robb                                 | 3:46 |
| 5.    | Just One             | Dan Estrin, Douglas Robb                                 | 3:22 |
| 6.    | Lucky                | Dan Estrin, Douglas Robb                                 | 3:02 |
| 7.    | From The Heart       | Dan Estrin, Douglas Robb                                 | 3:06 |
| 8.    | The Reason           | Dan Estrin, Douglas Robb,Markku Lappalainen, Chris Hesse | 3:55 |
| 9.    | Let It Out           | Dan Estrin, Douglas Robb                                 | 3:20 |
| 10.   | Unaffected           | Dan Estrin, Douglas Robb                                 | 3:35 |
| 11.   | Never There          | Dan Estrin, Douglas Robb                                 | 3:05 |
| 12.   | Disappear            | Dan Estrin, Douglas Robb,Markku Lappalainen, Chris Hesse | 5:08 |
| 42:23 |                      |                                                          |      |

| Titre Bonus : Edition 15ème anniversaire | Titre Bonus : Edition 15ème anniversaire | Titre Bonus : Edition 15ème anniversaire                 | Titre Bonus : Edition 15ème anniversaire | Titre Bonus : Edition 15ème anniversaire | Titre Bonus : Edition 15ème anniversaire | Titre Bonus : Edition 15ème anniversaire | Titre Bonus : Edition 15ème anniversaire | Titre Bonus : Edition 15ème anniversaire | Titre Bonus : Edition 15ème anniversaire |
| No                                       | Titre                                    | Auteur                                                   | Durée                                    |                                          |                                          |                                          |                                          |                                          |                                          |
| ---------------------------------------- | ---------------------------------------- | -------------------------------------------------------- | ---------------------------------------- | ---------------------------------------- | ---------------------------------------- | ---------------------------------------- | ---------------------------------------- | ---------------------------------------- | ---------------------------------------- |
| 13.                                      | The Reason - Acoustic                    | Dan Estrin, Douglas Robb,Markku Lappalainen, Chris Hesse | 3:54                                     |                                          |                                          |                                          |                                          |                                          |                                          |
| 14.                                      | Force Feed Me                            | Dan Estrin, Douglas Robb                                 | 3:06                                     |                                          |                                          |                                          |                                          |                                          |                                          |
| 15.                                      | Connected                                | Dan Estrin, Douglas Robb                                 | 2:40                                     |                                          |                                          |                                          |                                          |                                          |                                          |
| 16.                                      | Did You                                  | Douglas Robb, Markku Lappalainen                         | 3:18                                     |                                          |                                          |                                          |                                          |                                          |                                          |
| 17.                                      | Right Before Your Eyes                   | Dan Estrin, Douglas Robb,Markku Lappalainen, Chris Hesse | 3:29                                     |                                          |                                          |                                          |                                          |                                          |                                          |
| 59:50                                    |                                          |                                                          |                                          |                                          |                                          |                                          |                                          |                                          |                                          |

## Personnel
- Administration : Tara Podolsky
- Recording Administration : Tony Vanias
- Business Affairs: Gizelle Jacobs
- Marketing : Eric Wong
- Direction artistique, design, illustrations : Luis Marino
- Band Photography: Danny Clinch
- Cover Photography: RJ Muna